# Главный распределительный щит

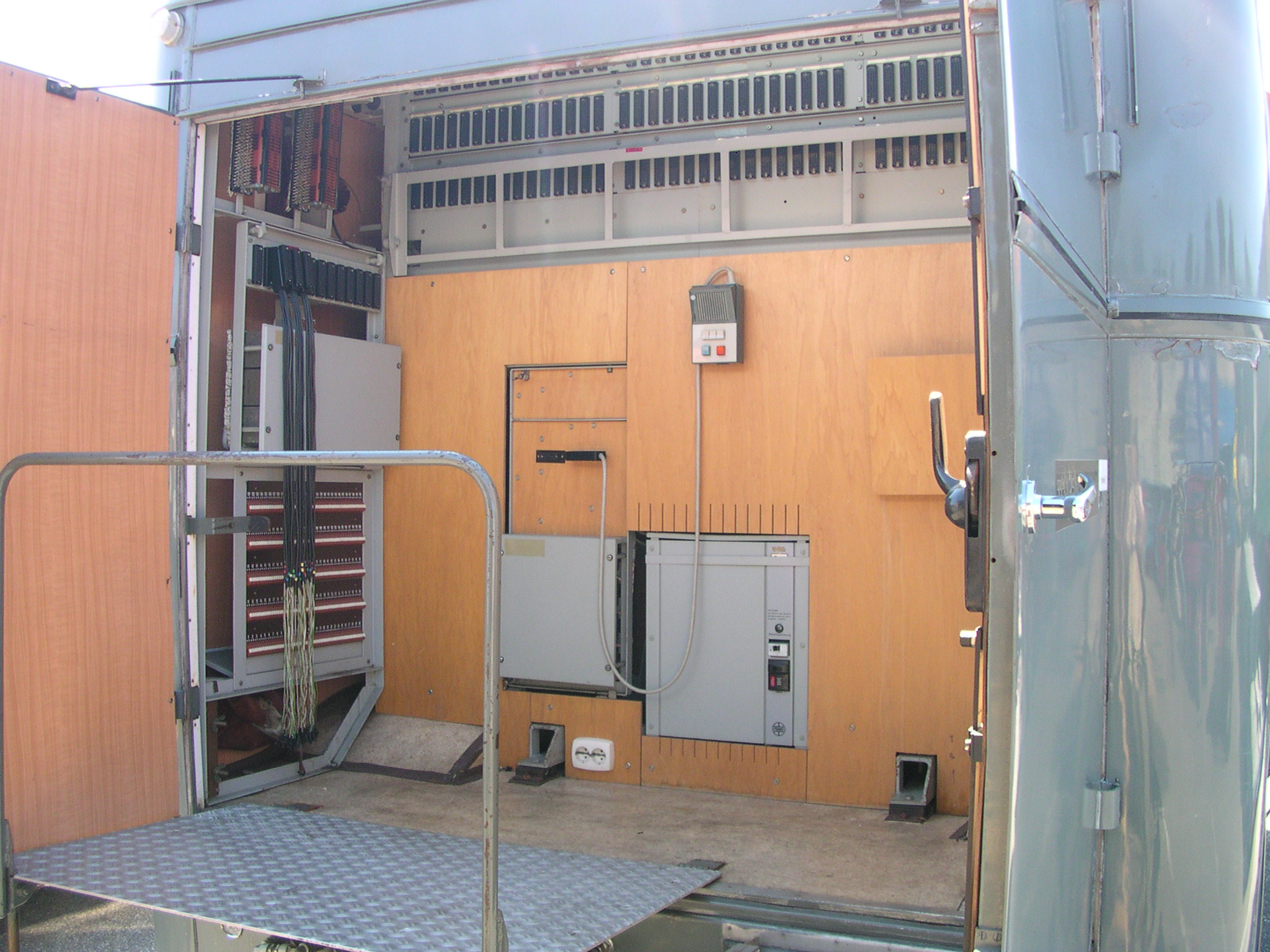

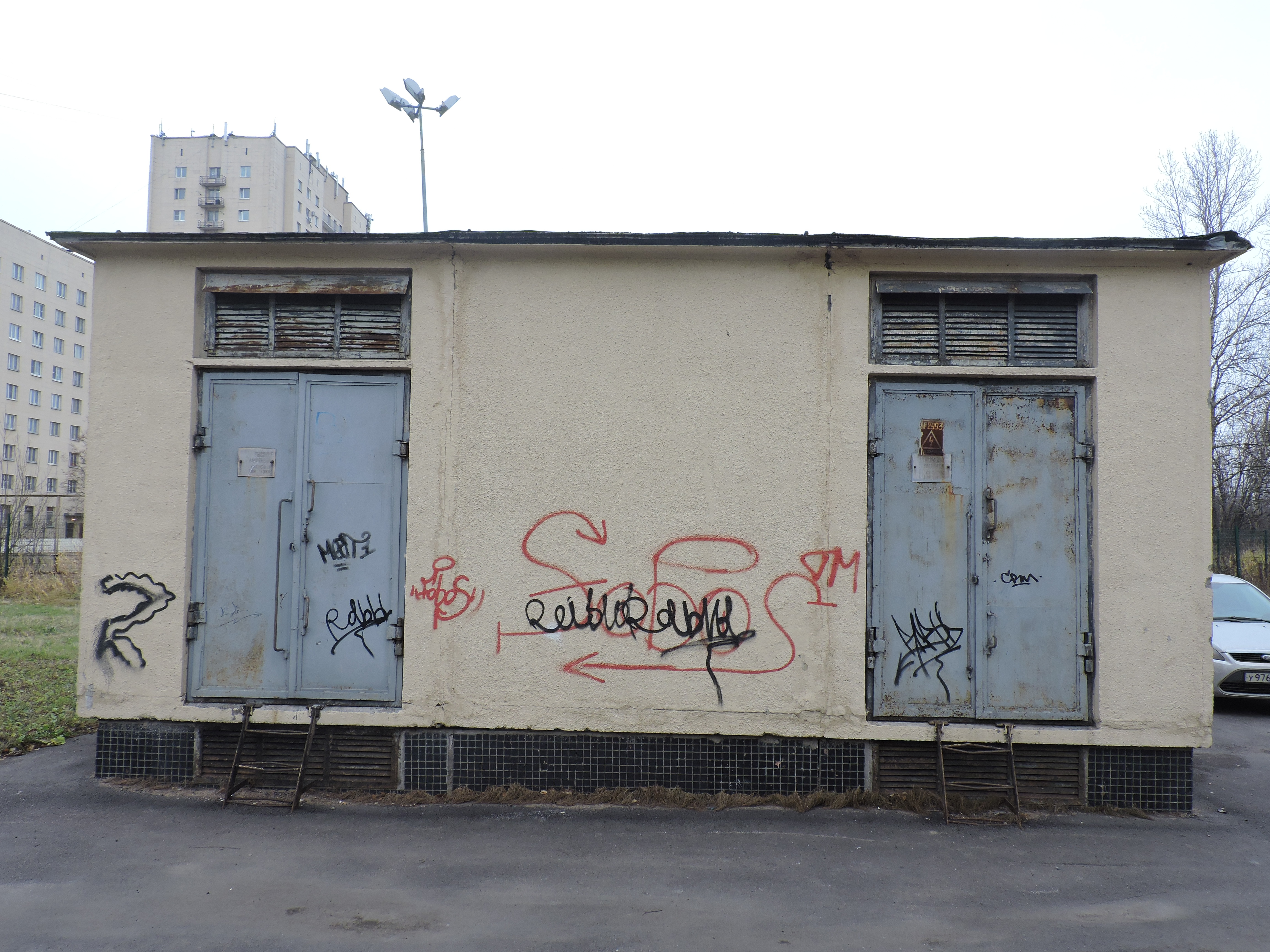
Трансформаторная подстанция

Главный распределительный щит (ГРЩ) — распределительный щит, через который осуществляется приём и распределение электроэнергии по зданию или какой-то его части.
Щиты ГРЩ предназначены для приёма и распределения электроэнергии (возможен также учёт) в сетях переменного тока с разделенной землёй и нейтралью (возможно подключение к сетям с глухозаземленной нейтралью (тип заземления TN-C, TN-S, TN-C-S), защиты линий при перегрузках, утечках и коротких замыканиях.
В качестве ГРЩ может служить вводно-распределительное устройство или щит низшего напряжения подстанции. Главный распределительный щит содержит в себе противоаварийную автоматику (например, УЗИП, автоматические выключатели и УЗО) и средства учёта электроэнергии (счётчики).
Различают вводные, секционные и линейные шкафы ГРЩ. Фактически главный распределительный щит может быть реализован множеством устройств: распределительными панелями ЩО-70, шкафами ВРУ и ШР, распределительными пунктами ПР и другим электрощитовым оборудованием.